# 梅叶称猴桃
梅叶称猴桃（学名：Actinidia macrosperma var. mumoides）为猕猴桃科猕猴桃属下的一个变种。

## 扩展阅读
- 維基物種上的相關：梅叶称猴桃